# Contea di Jones (Texas)
La contea di Jones in inglese Jones County è una contea dello Stato del Texas, negli Stati Uniti. La popolazione al censimento del 2010 era di 20 202 abitanti. Il capoluogo di contea è Anson. La contea è stata creata nel 1858 dalle contee di Bexar e di Bosque, ed organizzata nel 1881. Il suo nome deriva da Anson Jones, quinto presidente della Repubblica del Texas (1844–1846).

## Geografia fisica
| Anno | Popolazione | ±%     |
| ---- | ----------- | ------ |
| 1880 | 546         |        |
| 1890 | 3 797       | 595,4% |
| 1900 | 7 053       | 85,8%  |
| 1910 | 24 299      | 244,5% |
| 1920 | 22 323      | −8,1%  |
| 1930 | 24 233      | 8,6%   |
| 1940 | 23 378      | −3,5%  |
| 1950 | 22 147      | −5,3%  |
| 1960 | 19 299      | −12,9% |
| 1970 | 16 106      | −16,5% |
| 1980 | 17 268      | 7,2%   |
| 1990 | 16 490      | −4,5%  |
| 2000 | 20 785      | 26,0%  |
| 2010 | 20 202      | −2,8%  |

Secondo l'Ufficio del censimento degli Stati Uniti d'America la contea ha un'area totale di 937 miglia quadrate (2430 km²), di cui 929 miglia quadrate (24310 km²) sono terra, mentre 8,6 miglia quadrate (22 km², corrispondenti allo 0,9% del territorio) sono costituiti dall'acqua.

### Strade principali
- U.S. Highway 83
- U.S. Highway 180
- U.S. Highway 277
- State Highway 6
- State Highway 92

### Contee adiacenti
- Haskell County (nord)
- Shackelford County (est)
- Callahan County (sud-est)
- Taylor County (sud)
- Fisher County (ovest)
- Stonewall County (nord-ovest)